# كار لارسن
كار لارسن (بالنرويجية البوكمول: Kaare Larsen)‏ هو مصارع رياضي نرويجي، ولد في 10 أكتوبر 1914 في أوسلو في النرويج، وتوفي في 26 أبريل 1980.

## وصلات خارجية
- كار لارسن على موقع قاعدة بيانات المصارعة الدولية (الإنجليزية)
- كار لارسن على موقع أوليمبيديا (الإنجليزية)